# Tweede Kamerverkiezingen 1883
De Tweede Kamerverkiezingen 1883 waren periodieke Nederlandse verkiezingen voor de Tweede Kamer der Staten-Generaal. Zij vonden plaats op 12 juni 1883.
Nederland was verdeeld in 43 kiesdistricten, waarin 86 leden van de Tweede Kamer gekozen werden. Een kiezer bracht evenveel stemmen uit als er afgevaardigden in zijn kiesdistrict gekozen werden. Om gekozen te worden moest een kandidaat minimaal de districtskiesdrempel behalen.
De verkiezingen werden gehouden vanwege het aftreden van 43 leden van de Tweede Kamer van wie de zittingstermijn afliep op 16 september 1883. In een kiesdistrict was een tweede verkiezingsronde benodigd tussen de twee hoogstgeplaatste (niet-direct gekozen) kandidaten uit de eerste ronde vanwege het niet behalen van de districtskiesdrempel. Deze tweede ronde vond plaats op 26 juni 1883.

## Uitslag

### Opkomst
|                  | 1881    | 1881      | 1883    | 1883  |
| # stemmen        | %       | # stemmen | %       |       |
| ---------------- | ------- | --------- | ------- | ----- |
| Kiesgerechtigden | 116.277 |           | 122.399 |       |
| Niet opgekomen   | 48.654  | 41,84     | 46.343  | 37,86 |
| Opkomst          | 67.623  | 58,16     | 76.056  | 62,14 |

### Verkiezingsuitslag naar groepering
| partij/groepering      | Zetels | Zetels | Zetels | Zetels | Zetels | Zetels |
| partij/groepering      | 1881   | Af     | Bij    | 1883   | +/−    |        |
| ---------------------- | ------ | ------ | ------ | ------ | ------ | ------ |
| liberalen              | 36/31  | 14     | 13     | 30     | −1     |        |
| ARP                    | 15/17  | 10     | 12     | 19     | +2     |        |
| kappeynianen           | 12/14  | 5      | 5      | 14     | 0      |        |
| bahlmannianen          | 14/13  | 7      | 7      | 13     | 0      |        |
| schaepmannianen        | 3/4    | 2      | 3      | 5      | +1     |        |
| conservatieven         | 5      | 3      | 2      | 4      | −1     |        |
| conservatief-liberalen | 1      | 1      | 1      | 1      | 0      |        |
| vacature               | 0/1    | 1      | 0      | 0      | −1     |        |
| totaal                 | 86     | 43     | 43     | 86     | 0      |        |

### Gekozen leden
Bij deze verkiezingen werden 39 leden herkozen. De stemmingen voor de overige vier vacatures hadden de volgende resultaten:
- in het kiesdistrict Arnhem werd Alexander Schimmelpenninck van der Oye (ARP) gekozen in de vacature ontstaan door het aftreden van Arthur Kool (liberalen) die had aangegeven niet herkiesbaar te zijn;

- in het kiesdistrict Amsterdam werd Justus Dirks (liberalen) gekozen in de vacature ontstaan in de vorige zittingsperiode door zijn eigen aftreden;

- in het kiesdistrict Delft werd Arnoldus van Berckel (schaepmannianen) gekozen in de vacature ontstaan door het aftreden van François de Casembroot (conservatieven) die had aangegeven niet herkiesbaar te zijn;

- in het kiesdistrict Tiel versloeg Gerard Beelaerts van Blokland (54,2%, ARP) het aftredende lid Willem de Beaufort (45,7%, liberalen).

De zittingsperiode van de Tweede Kamer ging in op 17 september 1883. De zittingstermijn van Tweede Kamerleden bedroeg vier jaar.